# Zingiber acuminatum
Zingiber acuminatum är en enhjärtbladig växtart som beskrevs av Theodoric Valeton. Zingiber acuminatum ingår i släktet Zingiber och familjen Zingiberaceae.

## Underarter
Arten delas in i följande underarter: